# Barton in Fabis
Barton in Fabis – wieś w Anglii, w hrabstwie Nottinghamshire, w dystrykcie Rushcliffe. Leży 9 km na południowy zachód od miasta Nottingham i 171 km na północny zachód od Londynu.